# Heinrich Hünecke
Heinrich Hünecke (* 20. August 1891 in Brebber, heute Asendorf; † 6. November 1971 in Hannover) war Sportlehrer, Sportfunktionär und Verwaltungsbeamter. Er war der erste Präsident des Landessportbundes Niedersachsen und Gründungsvizepräsident des Deutschen Sportbundes.

## Ausbildung
Hünecke war der zweite Sohn eines Bauern im Landkreis Hoya, der nach der einklassigen Volksschule mit 14 Jahren die Volksschullehrer-Präparandenanstalt in Bederkesa besuchte. Nach drei Jahren bestand er die Aufnahmeprüfung in das Lehrerseminar, das er 1912 mit der Volksschullehrerprüfung erfolgreich abschloss. Im Regierungsbezirk Stade absolvierte er auch die 2. Lehrerprüfung und meldete sich sodann als Kriegsfreiwilliger. Mehrfach verwundet, wurde er ab 1916 Volksschullehrer in Adelstedt, saß für die SPD im Gemeinderat und im Kreistag, war Turnwart im Verein und organisierte Reichsjugendwettkämpfe. Mit 36 Jahren absolvierte er in Spandau die Preußische Hochschule für Leibesübungen, die er als Jahrgangsbester abschloss. Mit dieser Prüfung war er nun für die Mittelschule qualifiziert und wechselte nach Hannover. Hier wurde er 1933 als engagierter Sozialdemokrat und Funktionsträger amtsenthoben. Mit Hilfe von Freunden gelang es ihm jedoch, als Betriebssportlehrer der Kraft-durch-Freude-Bewegung bei den Deutschen Edelstahlwerken die NS-Zeit zu überstehen.

## Karriere
Bereits im Juni 1945 wurde Hünecke zum Schulrat berufen, wechselte Ende 1945 aber als Sportreferent in das spätere Kultusministerium. Dort genoss er bei Minister Adolf Grimme – den er aus der Vorkriegszeit kannte – großen Freiraum. Er war verantwortlich für den Neuaufbau der staatlichen Sportförderung, engagierte sich in Schulsport und Sportlehrerausbildung.
Parallel dazu wirkte Hünecke führend beim Aufbau der neuen demokratischen Sportorganisation in Niedersachsen, der Britischen Zone und der späteren Bundesrepublik mit. Er setzte sich in der Tradition des Arbeitersports in Deutschland für den Mehrspartenverein und gegen das Prinzip der Fachverbände ein. Durch die so geforderte vertikale Solidarität sollte Geld vom reichen Fußball zu den ärmeren Sportarten umverteilt werden. Hünecke wurde im Juli 1946 zum Vorsitzenden des Sportausschusses Niedersachsen – des späteren LSB – gewählt und blieb dies bis zu seinem Rücktritt 1955. Er war Initiator der ersten Sporttagung für die Britische Zone im Mai 1946 in Detmold und gehörte als ein Exponent des Einheitsprinzips zu den Vorkämpfern für den Deutschen Sportbund, auch als Beisitzer in der im Oktober 1948 in Bad Homburg vor der Höhe gegründeten Arbeitsgemeinschaft Deutscher Sport (ADS).
Die Gründung des Deutschen Sportbundes am 10. Dezember 1950 an seinem Wohnort Hannover ist ebenfalls mit seinem Wirken im Hintergrund eng verbunden. Hünecke wurde zum 1. Vizepräsidenten des DSB gewählt und war von 1952 bis 1958 bis zu seinem Rückzug aus dem Sport Beisitzer im DSB-Präsidium. Bereits 1955 war er vom Amt des niedersächsischen LSB-Vorsitzenden zurückgetreten und vom Landessporttag einstimmig zum LSB-Ehrenvorsitzenden ernannt worden. Im Zusammenhang mit dem damaligen Toto-Skandal in Niedersachsen legte Hünecke zeitweilig sein Amt als Ehrenvorsitzender des LSB nieder und stellte auch Strafanträge gegen damalige LSB-Vorstandsmitglieder; die Verfahren wurden allerdings eingestellt. Nach einem langwierigen Schiedsgerichtsverfahren, bei dem Hünecke sich ins Abseits brachte, wurde er im April 1960 aus dem LSB Niedersachsen ausgeschlossen.
Durch die Verfilzung von Sport und Landesverwaltung (der Beamte Hünecke war der Kontrolleur des LSB-Präsidenten Hünecke) konnten Unregelmäßigkeiten im Toto nicht rechtzeitig aufgedeckt werden. Im Rahmen eines Disziplinarverfahrens wurde Hünecke jedoch völlig entlastet. Der LSB hatte Hünecke allerdings ausgeschlossen und schwieg beharrlich, sodass er über 50 Jahre der damnatio memoriae anheimfiel. Erst nachdem die Nutznießer des Skandals selbst im Ruhestand bzw. verstorben waren, hat der LSB Hünecke vollständig rehabilitiert und die größte Sport- und Veranstaltungshalle des LSB in Hannover nach ihm benannt.